# GRE (시험)
GRE(Graduate Record Examination)은 미국 및 여러 영어권 국가들의 대학원 및 경영대학원, 그리고 미국 로스쿨에 입학하려는 학생들을 평가하는 시험이다. 1949년에 ETS에서 개발하였으며 2011년에 Revised 가 되었고, 2023년에 시험이 짧아져서 2024년 기준으로 현재까지 관리되고 있으며, 오랜 기간 동안 습득해왔으며 특정한 분야에 쏠림이 없는 언어 추론과 수리 추론, 비판적 사고, 그리고 분석적 작문 능력을 측정한다. GRE의 일반 시험(General Test)은 지정된 시험장에서 컴퓨터로 시험이 진행(Computer Based Test)되나 컴퓨터 시험이 불가능한 일부 지역은 지필고사(Paper Based Test)로 시행한다.
각 대학원에서 요구하는 GRE 점수는 학교 및 학과마다 다르며, GRE 점수의 중요성은 단순한 입학허가에서 중요한 선택요소로의 작용까지 범위가 다양하다. GRE 시험은 매 21일마다 재응시가 가능하며, 1년 동안 최대 5회까지 인터넷을 통해 등록한 후 응시할 수 있다. Score Select를 통해 여러번 시험에 응시했을 경우, 본인이 원하는 시험일의 성적만 발송할 수 있다.

## 시험 구성

### 일반 시험(General Test)
GRE 일반 시험은 네 가지의 영역으로 구성된다. 처음 영역은 분석적 작문(Analytical Writing) 영역으로 이 영역을 제외한 나머지는 모두 객관식으로 출제된다. 객관식으로 출제되는 영역은 영어의 언어적 능력을 측정하는 언어 영역(Verbal Reasoning)과 수학적 능력을 측정하는 수리 영역(Quantitative Reasoning), 그리고 배점에 포함되지 않는 언스코어 영역(Unscored Section)이다. 응시자들은 어떤 객관식 영역이 언스코어 영역으로 출제되는지 모른다. 이 시험은 2023년까지는 3시간 35분이 소요되었지만,2023년에 짧아진 이후 2시간 내로 마칠 수 있게 되었다. 

#### 분석적 작문(Analytical Writing)
2023년 짧아지기 전의 분석적 작문 영역은 쟁점 과제("Issue Task")와 논쟁 과제("Argument Task")로 구성되어 있었으나, 2023년 변경 이후 Issue Task만 남게 되었다. 각 과제의 배점 범위는 0점에서 6점이며, 0.5점 단위에서 구성된다. 에세이는 ETS가 구축한 워드 프로세서에 입력하여 쓰는 방식이며, 워드프로세서에는 기본적인 기능이 있으나 철자 검사나 다른 기능은 포함되어 있지 않는다. 각 에세이는 최소 2명의 평가원이 읽고 점수를 주는 방식으로, 2명이 읽어보고 부과하는 점수가 1점 정도 차이가 나면, 평균을 내서 최종 점수를 부여하나 만일 2점 이상 차이가 나면, 다른 사람의 의견을 들어보고 검증을 한다.

##### 쟁점 과제 (Issue task)
응시자는 주어지는 주제에 대한 에세이를 30분 이내에 작성한다. 주제는 문제 목록에서 무작위로 선택된다.

##### 논쟁 과제 (Argument Task)
논쟁 과제는 2023년 이후 없어졌습니다. 이 점 시험에서 응시자는 주어진 논쟁을 가지고 비평적인 에세이를 작성한다. 주어진 논쟁에 대해 논리적으로 고려하고 이를 개선하는 방법을 제안하는 능력이 요구되며, 30분 이내에 작성해야 한다. 주어지는 주제는 문제 목록에서 무작위로 선택된다.

#### 언어 추론 (Verbal Reasoning)
객관식으로 출제되는 영역 중 하나로, Reading Comprehension, Text Completion, Sentence Equivalence 세 부분으로 구성된다. 배점 범위는 130점에서 170점까지이며, 1점 단위내에서 구성된다. 이 영역은 주로 어휘력과 논리력을 측정한다. 이 영역은 두 섹션으로 구성되며, 2023년 짧아지기 전에는 각 섹션 당 20문항을 각각 30분 안에 풀어야 하는 것으로 구성되어 있다.

#### 수리 추론 (Quantitative Reasoning)
객관식으로 출제되는 영역 중 하나로, 문제 해결(Problem Solving)과 수리적 비교 문항(Quantitative Comparison Questions)으로 구성되어 있으며 수준은 고등학교 수학 수준이지만 GMAT 수리 영역에 비해 쉽다는 비논리적인 비판을 잠재우기 위해서 ETS는 GMAT 수준과 유사하게 난이도를 높이고 있는 추세이다. 배점 범위는 130점에서 170점까지이며, 1점 단위내에서 구성된다. 이 영역은 두 섹션으로 구성되며 각 섹션당 20문항을 각각 30분 안에 풀어야 한다.

#### 점수 미포함 (Unscored)
언스코어 영역은 ETS가 향후에 출제할 새로운 문항들로 구성되어 있으며, 언어 추론이나 수리 추론, 혹은 분석적 작문에 등장할 수 있다. 응시자의 배점에 포함되어 있지는 않지만, 점수에서 나타날 수도 있다. 응시자들 입장에서는 어떤 영역이 언스코어 영역인지 알 수 없기 때문에 그러한 문제들도 풀어야 한다. 이 영역은 모든 GRE시험에 나타나지는 않는다.

### 과목 시험(Subject Test)
일반 시험(General Test)과 더불어, 특정 분야의 지식을 측정하는 과목 시험이 있다. 과거에는, 생화학, 세포, 분자(Biochemistry, Cell and Molecular Biology), 생물학(Biology), 화학(Chemistry), 영문학(Literature in English), 수학(Mathematics), 물리학(Physics), 심리학(Psychology)이 있었지만, 2023년 9월 이후에는 생물학, 물리학, 심리학의 3가지 전공만 컴퓨터로 시행됩니다.  
더 오래전에는 경제학(Economics), 교정 교육학(Revised Education), 공학(Engineering), 지질학(Geology), 역사학(History), 음악학(Music), 정치과학(Political Science), 사회학(Sociology)도 과목 시험에 포함되었으나 1998년 4월에 교정 교육학과 정치과학 시험이 폐지되었으며, 2000년 4월에는 역사학과 사회학이, 그리고 2001년에는 경제학, 공학, 지질학, 음악학 시험이 폐지되었다. 2013년 4월 컴퓨터 과학(Computer Science) 시험이 폐지되었다. 2023년 4월을 마지막으로 화학(Chemistry) 시험이 폐지될 예정이다. 

## 시험준비

### GRE 공식 무료 자료
GRE 시험 주관사인 ETS는 아래와 같은 무료 자료를 제공한다.
1. POWERPREP® II 소프트웨어: 2세트의 시험 문제가 들어있는 가장 기초적인 시험 준비 자료
2. Math Review 보관됨 2016-11-23 - 웨이백 머신: 퀀트 섹션 준비를 위한 100페이지 분량의 매쓰 리뷰
3. Math Conventions: 퀀트 섹션 준비를 위한 수학 용어 등 11페이지 분량의 매쓰 컨벤션
4. Verbal Reasoning 예제
5. Quantitative Reasoning 예제
6. Analytical Writing 예제

### GRE 공식 유료 자료
GRE 시험 주관사인 ETS는 아래어 같은 유료 자료를 제공한다. 대형서점 및 온라인에서 구매가 가능하다.
1. The Official Guide to the GRE® General Test[14]
2. Official GRE® Verbal Reasoning Practice Questions, Volume 1[15]
3. Official GRE® Quantitative Reasoning Practice Questions, Volume 1[16]
4. GRE Mentor Online Course;  2022년에 600문제와 파워프렙 유료 모의고사 1세트가 포함된 시험 준비
5. Mobile App! Official GRE® Guide

## 같이 보기
- LSAT
- GMAT
- SAT
- ACT (시험)
- TOEFL
- IELTS